# Edgar Booth
Edgar Booth (Rio Grande, 31 de agosto de 1888 – Paysandú, 7 de janeiro de 1957) foi um futebolista brasileiro. Era filho de ingleses, sendo que seu pai, Charles Edward Booth, era comandante egresso da Marinha Mercante Inglesa. Iniciou carreira de jogador de futebol profissional no Grêmio Foot-Ball Porto Alegrense, onde jogou de 1909 a 1913, na posição de atacante.
Ficou conhecido por, aos 10 minutos, marcar o 1º gol da história do clássico Grenal. Nesta partida, em 18 de julho de 1909, Booth marcou cinco gols no total, sendo que o jogo terminou Grêmio 10x0 SC Internacional. O árbitro da partida foi Waldemar Bromberg, e os assistentes João de Castro e Silva e H. Sommer, e juízes de gol Theobaldo Foernges e Theodoro Bugs. Os juízes de gol sentavam em um banquinho ao lado dos goleiros, indicando se a bola entrou no gol ou não, porque na época não havia redes de goleiro.
Após abandonar a carreira esportiva, Booth casou-se com a miss Porto Alegre Alice Hoffmann. Atuou no ramo da navegação, fazendo parte da direção da Companhia de Navegação das Lagoas, com escritórios no centro de Porto Alegre. Por volta de 1930 Edgar Booth deixou o Brasil, indo morar no Uruguai, local onde viveu o resto de sua vida. falecendo na década de 1950.

## Grêmio FBPA/ Escalação de1909/ 4-2-4
Kallfelz; Deppermann e Becker; Karls, Black e Mostardeiro; Brochado, Grünewald, Moreira, Booth e Schröder.